# ザ・ビーバーズ
ザ・ビーバーズ（The Beavers）は、1966年に結成されたグループ・サウンズのバンド。1967年7月に、シングル「初恋の丘」でデビュー。1969年解散。

## メンバー
- 早瀬雅男（1948年3月14日 - ）

ボーカル担当。愛称：マー坊。元スリーファンキーズ
- 成田賢（1945年10月22日 - 2018年11月13日）

ボーカル担当。愛称：ワンちゃん。のちエモーション、ソロ歌手
- 淡村悠紀夫（1941年10月15日 - ）

ドラムス担当。愛称：ユキオ。
- 荒川宏（1948年6月22日 - ）

ベース担当。愛称：ヒロシ。
- 石間秀樹（1944年3月21日 - ）

ギター担当。愛称：ヒデキ。のち内田裕也とザ・フラワーズ、フラワー・トラベリン・バンド、トランザム
- 平井正之  (1947年9月11日 - )

ギター担当。愛称 ： マサユキ
- 山浦透（1945年2月11日 - ）

エレクトリックギター担当。愛称：トオル。

## 概要
淡村悠紀夫が在籍したロカビリー・ カントリー・アンド・ウエスタン音楽のバンドワゴンスターズは短期間小坂一也の伴奏を務め、かつてはスリーファンキーズに転じた高橋元太郎が在籍していた。1960年代はスリーファンキーズのバックバンドを務めていたが1966年2月をもってスリーファンキーズともどもワゴンスターズの解散も決まり、淡村は地方公演で共演した大阪のゲイスパーズ（荒川在籍）、札幌のジャローズ（成田、石間、平井が在籍）からメンバーを引抜き、早瀬を伴ってスリーファンキーズ解散と同時に1966年2月8日に「ジ・アウトロウズ」を発足、グループ・サウンズブーム本格化でレコードデビューが決まり、レーベルからバンド名変更を打診され「ザ・ビーバーズ」に改名した。スパイダクションに所属、ジャズ喫茶などで活動し、1966年12月、TBS「ヤング720」に初出演、以降準レギュラーとして人気を集めていく。
1967年6月、前述の通り「ザ・ビーバーズ」への改名はグループ・サウンズブームの支持者層は女子、未成年男女が多くその対象に合わせて名称を「可愛らしい、親しみやすいもの」と要請された結果で同年7月20日にキングレコードのセブンシーズレーベルからシングル「初恋の丘」でレコード・デビュー、続いてシングル4枚とアルバム1枚をリリースしたが、1969年4月1日に解散した。
成田、早瀬のツインヴォーカルを看板に「ザ・ビーバーズ」と改名したが一般のファンよりも同業ミュージシャン仲間から注目され玄人に好まれたバンドだった。スパイダクション所属でザ・スパイダースから楽曲を提供されベテラン淡村らのリズム、特に「七色の音色のギター」と称賛された石間は注目を集めオリエンタルなギターワークは最先端サイケデリック・サウンドをゆくもので、シングル「君なき世界」などで聞ける、英米の音を研究解析し国内では十分に出回っておらず未発達だったエフェクター等を駆使し、ステージでは石間の機材や奏法を探るミュージシャンが集い（ジェフ・ベック時代の）和製ヤードバーズに喩えられ絶賛されることもあった。大きなヒットには恵まれなかったが、実力派GSとして評価は高かった。

## ディスコグラフィー

### シングル
1. 初恋の丘／ハロー!コーヒー・ガール!（1967年7月20日）公称10万枚のヒット（オリコン発足以前）。
2. 君なき世界／ホワイ・ベイビー・ホワイ（1967年11月10日）オリコンチャート57位。作者の醐樹弦（ごきげん）はかまやつひろしのペンネーム。
3. 君、好きだよ／恋して愛して（1968年4月10日）
4. 愛しのサンタマリア／波うつ心（1968年8月20日）
5. 泣かないで泣かないで／サテンの夜（1968年12月10日）元々はザ・スパイダースに提供された曲。B面はムーディー・ブルースの日本語カバー。

### アルバム
1. ビバ！ビーバーズ（1968年）